# Ramonda (Teya Dora)
Ramonda (in serbo Рамонда?) è un singolo della cantante serba Teya Dora, pubblicato il 25 gennaio 2024.

## Descrizione
Il brano è stato scritto dalla stessa artista assieme a Andrijano Kadović e Luka Jovanović, che ne hanno curato il testo e la composizione. È stata descritta come una "ninna nanna magica" e una "ballata patriottica", con Josip Bošnjak di Index.hr che la definisce «una Džanum 2.0», brano dell'artista che ha riscosso viralità a livello globale nel 2023.
Il soggetto principale del testo è la Ramonda Nathaliae, simbolo della resistenza e della vittoria del popolo serbo nella prima guerra mondiale, grazie alla sua capacità di rinascere anche dopo essere completamente disseccata. Il fiore viene indossato nel Giorno dell'Armistizio in Serbia, nello stesso modo del papavero commemorativo. Teya Dora ha detto riguardo alla canzone:

## Promozione

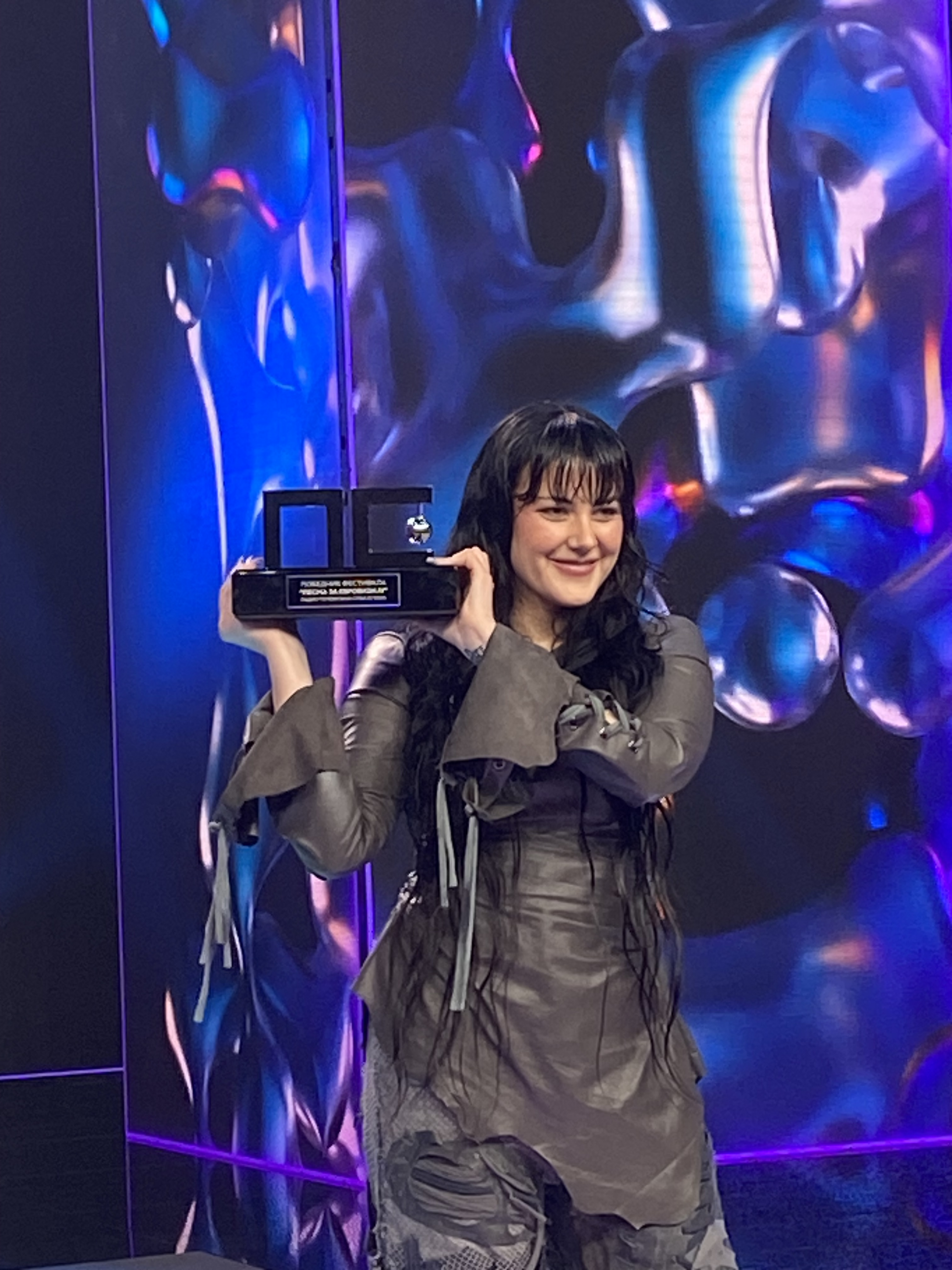
Teya Dora con il trofeo vinto all'evento Pesma za Evroviziju '24

Dopo aver attirato l'attenzione internazionale con il suo singolo Džanum, in particolare sulla piattaforma TikTok, Teya Dora ha presentato la sua candidatura per partecipare a Pesma za Evroviziju '24, annunciando la notizia il 16 dicembre 2023 nello spettacolo di RTS Jedan dobar dan. Nello stesso mese, è stata confermata come una dei 28 partecipanti. Ramonda, insieme alle altre canzoni partecipanti alla competizione canora, è stata presentata il 25 gennaio 2024.
Il 29 febbraio 2024, il brano si è qualificato dalla seconda semifinale del programma, avanzando alla finale che si è tenuta il successivo 2 marzo. Nella finale il voto combinato della giuria e del televoto l'ha incoronata vincitrice, rendendola di diritto la rappresentante serba all'Eurovision Song Contest 2024 a Malmö.

## Video musicale
Il video, diretto da Rebi, è stato reso disponibile il 1º marzo 2024 attraverso il canale YouTube della cantante. Il video si apre con la citazione in lingua inglese del vangelo secondo Giovanni 1:5:
(Giovanni - Vangelo secondo Giovanni)
In esso si presenta Teya Dora sdraiata su una roccia, la medesima utilizzata anche durante la performance a Pesma za Evroviziju '24, e che segue una luce che la conduce verso una montagna (in riferimento al monte Rtanj, l'habitat della Ramonda serbica); conclude con una scena della fioritura del già citato fiore. Il quotidiano serbo Informer ha elogiato il video musicale definendole "degno a [quelli delle] star internazionali".

## Tracce
Testi di Teodora Pavlovska e Andrijano Kadović, musiche di Teodora Pavlovska e Luka Jovanović.
1. Ramonda – 2:54

## Classifiche
| Classifica (2024) | Posizione massima |
| ----------------- | ----------------- |
| Croazia           | 19                |
| Lituania          | 66                |